# Puig de la Falguerosa
El Puig de la Falguerosa és una muntanya de 1.123,5 m alt del límit dels termes comunals de Castell de Vernet, de Saorra i de Vernet, tots tres de la comarca del Conflent, a la Catalunya del Nord.
És a la zona sud-occidental del terme de Vernet, al sud-est del de Saorra i al nord-oest del de Castell de Vernet, al sud-oest del Pic de la Penya.